# Mansillai-víztározó
A Mansillai-víztározó az észak-spanyolországi La Rioja tartomány egyik duzzasztott tava.

## Leírás
A tározó a (később az Ebróba torkolló) Najerilla folyón épült fel, a munkálatok 1960 legvégén fejeződtek be. A gátnál létrehozott vízerőmű a mai napig használatban van. A La Rioja tartomány déli részén található víztározó közigazgatásilag két községhez tartozik: Mansilla de la Sierrához és Villavelayóhoz. Maga Villavelayo település a tározó délnyugati végénél található, a völgy itt kezd kiszélesedni és a Najerilla vize itt kezd szemmel láthatóan is duzzasztott tóvá válni. A gát a keleti végén, Tabladas település közelében épült fel.
A létesítményhez tartozó vízgyűjtő terület nagysága 290 km², rajta évente átlagosan 793 mm csapadék hull. A gát magassága az alapoktól 80 méter, a korona hossza 209,1 méter.

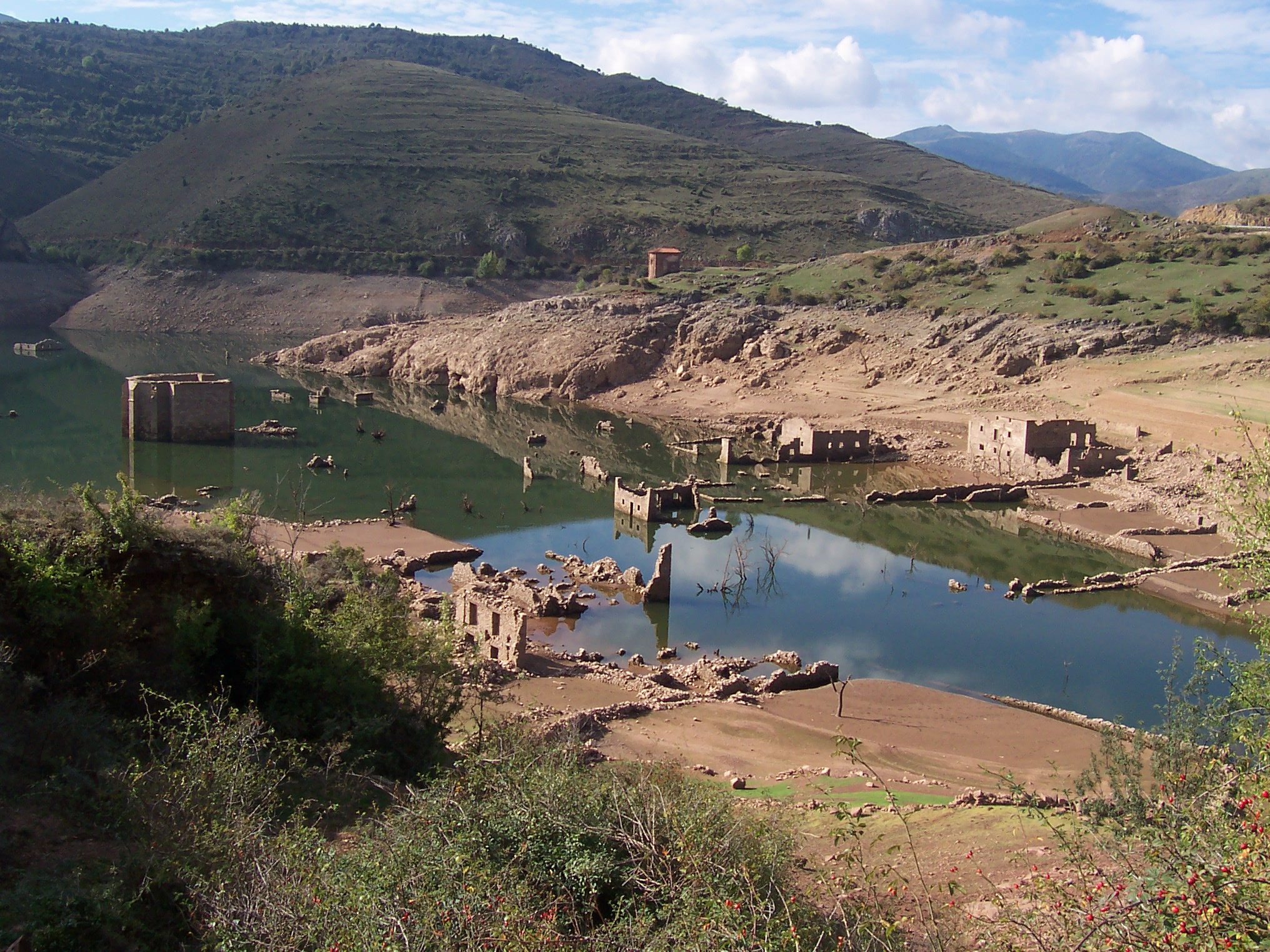
A régi Mansilla falu romjai

A tározót úgy tervezték meg, hogy szükségszerű volt, hogy a völgyben található Mansilla település elpusztuljon. Lakói ma a Nueva Mansilla („Új-Mansilla”) néven is emlegetett, kicsit feljebb megépült új faluban laknak, de amikor a víz 1960-ban elárasztotta a régi falut, az új még nem volt kész. A régi település romjai (például a templom és egy palota maradványai) még ma is láthatók.